# Góis
Góis (gɔiʃ) è un comune portoghese di 4 499 abitanti situato nel distretto di Coimbra.

## Società

### Evoluzione demografica
| Popolazione di Góis (1801 – 2004) | Popolazione di Góis (1801 – 2004) | Popolazione di Góis (1801 – 2004) | Popolazione di Góis (1801 – 2004) | Popolazione di Góis (1801 – 2004) | Popolazione di Góis (1801 – 2004) | Popolazione di Góis (1801 – 2004) | Popolazione di Góis (1801 – 2004) | Popolazione di Góis (1801 – 2004) |
| --------------------------------- | --------------------------------- | --------------------------------- | --------------------------------- | --------------------------------- | --------------------------------- | --------------------------------- | --------------------------------- | --------------------------------- |
| 1801                              | 1849                              | 1900                              | 1930                              | 1960                              | 1981                              | 1991                              | 2001                              | 2004                              |
| 5231                              | 6332                              | 11891                             | 12230                             | 9744                              | 6434                              | 5372                              | 4861                              | 4606                              |

## Freguesias
- Alvares
- Cadafaz e Colmeal
- Góis
- Vila Nova do Ceira